# Bytom Wąskotorowy
Bytom Wąskotorowy – przystanek kolei wąskotorowej przyległy do hali dworca kolejowego w Bytomiu (od strony ul. Zabrzańskiej). Obecnie początkowy dla pociągów historycznych i turystycznych Górnośląskich Kolei Wąskotorowych.